# Pachybrachis m-nigrum
Pachybrachis m-nigrum är en skalbaggsart som först beskrevs av F. E. Melsheimer 1847.  Pachybrachis m-nigrum ingår i släktet Pachybrachis och familjen bladbaggar. Inga underarter finns listade i Catalogue of Life.